# 秘密結社 クロトサカ団
秘密結社 クロトサカ団（ひみつけっしゃ クロトサカだん）は、秋田朝日放送で2008年3月から2019年3月まで放送されていた、ローカルバラエティ番組である。

## 概要ならびにストーリー
- 地球から3000光年はなれた、「パペット」と呼ばれる星に於いて、内紛が勃発し、秩序の為に降り立ったパペット達が秋田に逃げ込んできた。逃げ込んできたパペット総帥は、3人の女性を仲間にして結成してゆく。

指令された隊員達は、実験や体当たり取材をしていき、報告するものである。
号令（招集）は「ロッケンロール」。
フォーマットはフジテレビのFNS地球特捜隊ダイバスターに酷似している。
- 基本的には「通販系」が多い。
- 2010年ころから「ドラマ」と、「通販・企画」に分けて放送。
- 初期ではサブタイトルもあったが、今はなし。視聴者プレゼントとして「ステッカー」が10名に贈られることが多いが、この番組では「シール」ということがある。
- 2010年以降は、缶バッジが20名に。

## 放送日・放送時間/視聴率/サブタイトル
- 放送時間は、（）である。
  - 2008年3月21日//サブタイトルなし
  - 2008年3月28日//サブタイトルなし
  - 2008年6月20日//帰ってきた〜
  - 2008年6月27日//帰ってきた〜
  - 2008年10月24日（24:15〜24：45）/視聴率：5.2％/season3
  - 2008年10月31日（24:15〜24：45）//season3
  - 2009年10月30日
  - 2010年3月26日
  - 2010年5月29日
  - 2010年11月27日
  - 2011年7月2日
  - 2011年9月23日
  - 2011年11月23日
  - 2012年2月25日（17:00〜17：30）
  - 2012年6月30日（17:00〜17：30）
  - 2012年10月8日（15:53〜16：30）//秋season2
  - 2013年2月23日(11:00~11:20)
  - 2013年5月25日（11:00-11:20）
  - 2013年6月15日（11:00-11:20）//season2IN6月
  - 2013年6月22日（11:00-11:20）//season2IN6月・ネコカ連邦軍基地スペシャル
  - 2013年11月30日（11:00-11：20）
  - 2014年3月8日（11:00-11：20）
  - 2014年4月25日（11:00-11：20）
  - 2014年6月20・21日//スピンオフ
  - 2014年6月28日（11:00-11：20）
  - 2015年3月（11:00〜11：20）//season3
  - 2015年4月25日（11:00〜11：20）//season3in4月
  - 2015年11月21日（11:00〜11：20）
  - 2016年3月26日（11：00～11：20）
  - 2016年9月24日（11：00～11：20）
  - 2018年11月17日（11：00～11：20）//～すべてを記録したい女たち、だって2年ぶりなんだもの～
  - 2019年4月20日（11：00～11：15）//

## 出演者[1]
- クロトサカ総帥:？

（声・パペット操り：バリトン伊藤）
- クロトサカレッド（1号）：桜庭みさお（フリーアナウンサー）
- クロトサカブルー（2号）：
- クロトサカグレープ（3号）：椎名恵（ローカルタレント）
- 玉代（たまよ）:大島貴志子（フリーアナウンサー）
- レオナルド将軍：？（声：シャバ駄馬男）
- ナレーション：緑川貴士（秋田朝日放送アナウンサー）

2013年6月22日の放送分では、後姿や顔の一部のみで出演した。
- パンサー：富樫亜紗子
- ひよこ調査員1号：
- 天の声：緑川貴士（秋田朝日放送アナウンサー）

過去の出演者
- 中学生時代のクロトサカレッド：MAYU（Pramo）
- クロトサカバイオレット（3号）：油井亜衣（2008年放送分のみ、当時秋田朝日放送アナウンサー）
- クロトサカパープル（3号）：手島千尋（2009年〜2010年放送分、当時秋田朝日放送アナウンサー）
- ナレーション：和気徹児（当時秋田朝日放送アナウンサー）
- クロトサカブルー（2号）：塩地美澄（〜2012年2月25日放送分、当時秋田朝日放送アナウンサー）
- ナレーション：高橋正和（秋田朝日放送アナウンサー）

## スタッフ
- 企画：武田伊正
- 構成：菊池まり（スペースプロジェクト）
- 美術：スペースプロジェクト

- オープニングイラスト：今井ヨージ
- 制作協力：ビジュアルスペース
- 制作著作：AAB秋田朝日放送

## ウェブ上でのおまけ動画
- オープニング・撮影風景（2008年3月）
- 「ここecoろ」トーク（2008年6月）
- ダイジェスト&未公開集（2008年10月、2009年10月）
- お便りのコーナー（2013年2月）
- 手のひらで踊らされる（2013年6月）
- 「猫好きなら試してみたいこと」「まゆげってこんなに動くんだね」（2013年6月）
- 大明神トークショー（？）、使用した大道具(2016年9月）

## 概説
1. ↑  肩書きに関しては放送時点のもの。